# München RFC
Vous pouvez aider à l'améliorer ou bien discuter des problèmes sur sa page de discussion.
- Il ne cite pas suffisamment ses sources. Vous pouvez indiquer les passages à sourcer avec {{référence nécessaire}} ou {{Référence souhaitée}}, et inclure les références utiles en les liant aux notes de bas de page. (Marqué depuis avril 2024)
- Certaines informations devraient être mieux reliées aux sources mentionnées dans la bibliographie ou les liens externes. Améliorez sa vérifiabilité en les associant par des références. (Marqué depuis avril 2024)
- Il ne s’appuie pas, ou pas assez, sur des sources secondaires ou tertiaires. (Marqué depuis avril 2024)

- Archive Wikiwix
- Bing
- Cairn
- DuckDuckGo
- E. Universalis
- Gallica
- Google
- G. Books
- G. News
- G. Scholar
- Persée
- Qwant
- (zh) Baidu
- (ru) Yandex
- (wd) trouver des œuvres sur Wikidata

Maillots
Actualités
Dernière mise à jour : 23 septembre 2023.
Le München Rugby Football Club e.V. (MRFC) est un club allemand de rugby à XV basé à Munich dans le Land de la Bavière. Il participe à la 1. Bundesliga pour la saison 2023-2024.

## Histoire
Alors que le rugby était pratiqué à Munich et en Bavière avant l'avènement du MRFC en 1977, quatre clubs existaient dans la ville dans les années 1920 et 1930. Le match du club du 10 juin 1978 fut le premier véritable match de rugby joué dans le ville de Munich en près de 50 ans. 
Le rugby était en "hibernation" en Bavière depuis l'époque des nazis et lorsque les soldats américains de la garnison d' Augsbourg formèrent une équipe en 1974, ce fut le premier club de rugby d'après-guerre à être formé en Bavière. Après la formation d'un certain nombre d'autres équipes militaires dans les années suivantes, le MRFC est devenu le premier club civil à être formé dans l'état en 1977, par des expatriés britanniques, principalement originaires du Pays de Galles. Le club a été formé dans un pub de l'Isarvorstadt et a disputé son premier match cet automne-là. 
Le premier match joué à Munich, en juin 1978, était contre l'armée américaine de Bad Tölz et il lui fallut encore un an pour affronter son premier adversaire allemand, le RC Rottweil, le 30 juin 1979. Ce n'est qu'en 1985 qu'une deuxième équipe non militaire fut créée en Bavière, le département rugby du TuS Fürstenfeldbruck.
Le club a été officiellement enregistré en 1982 et a obtenu en juillet 1983 le statut de société (allemand : eV ). Cependant, il n'a pas pu se produire régulièrement à Munich et a dû jouer ses matchs à Fürstenfeldbruck.
La Bavière n'ayant ni ligue, ni fédération de rugby à l'époque, le club a dû rejoindre la Regionalliga du Bade-Wurtemberg voisin en 1984.
En 1990, l'entraîneur de longue date du club, Rory Donoghue, s'engage et un changement de génération s'opère en son sein. Un résultat rapide en fut la victoire du championnat d'Allemagne du Sud en 1991.
Le MRFC a finalement obtenu un terrain à Munich à Am Hedernfeld et a été promu en 2e Bundesliga Sud en 1992, où il n'est resté qu'une saison.
Après deux saisons en 3ème division, le club a de nouveau été promu en 2ème division en 1995. Un an plus tard, le club est devenu l'un des membres fondateurs de la Fédération bavaroise de rugby, la RVBY.
En 1998, le club a célébré pour la première fois sa promotion en Rugby-Bundesliga, mais s'est vu refuser une licence et a dû rester en division 2.
En 2000, le MRFC atteint finalement le sommet du rugby allemand grâce à une 3ème place au tour de qualification de la Bundesliga. Sa première saison dans la nouvelle ligue a été assez réussie et n'importe quelle autre année, une deuxième place au tour de qualification du printemps lui aurait suffi à conserver sa place en championnat, mais une restructuration du système de championnat allemand, mais avec le passage de 2 en 1 de la Bundesliga à division unique, signifiait que le RFC devait revenir en 2e Bundesliga.
Le MRFC a remporté le championnat de la 2e Bundesliga en 2002, remporté contre le champion du Nord-Est Post SV Berlin, ce qui signifiait une promotion au sein de l'élite. Encore une fois, le séjour en Bundesliga n'a duré qu'une saison et l'équipe a été immédiatement reléguée, sans victoire et 14 défaites.
Depuis, le club évolue en 2e Bundesliga Sud-Est en tant qu'équipe de milieu de tableau. En 2004, son rival local SV StuSta Freimann l'a rejoint. Une autre promotion en Bundesliga n'était pas non plus en vue en 2008-09, l'équipe se classant une fois de plus 4ème du championnat.
Au cours de la saison 2012-13, le club a participé à la 2e Bundesliga, terminant dans la moitié supérieure du classement et se qualifiant pour les barrages du DRV-Pokal. Le club s'est qualifié pour les demi-finales des barrages où il a été éliminé par Heidelberger TV.
Le club s'est de nouveau qualifié pour les barrages du DRV-Pokal en 2013-2014, où il a été éliminé par l'USV Potsdam au premier tour. Au cours de la saison 2014-15, le club a terminé premier du groupe Sud-Ouest de la Liga-Pokal et a perdu contre l'équipe réserve du TSV Handschuhsheim en finale après un laissez-passer au premier tour et des victoires contre le RC Dresden et le TuS 95 Düsseldorf.
La saison 2015-2016 a été la saison la plus réussie de l'histoire du club. Le Munich RFC a remporté la 2e Bundesliga Sud et la Regionalliga bavaroise pour la première fois dans l'histoire du club. La première équipe s'est rendue à la finale des playoffs pour décider si elle obtiendrait une promotion au plus haut niveau du rugby allemand. Le MRFC a perdu contre le RC Luxembourg dans une finale très serrée 12-9.
En 2017, le club a déménagé de l'ancien centre d'entraînement de Giesing vers un nouveau terrain d'entraînement ultramoderne à Großhadern (en), à côté du terrain d'honneur. La même année, le RFC Munich a célébré le 40e anniversaire du club.
Depuis 2002, le club compte également une équipe féminine avec Yvonne Schwarzkopf sa première internationale allemande.

## Palmarès
- 2. Rugby-Bundesliga : champion 2002, 2016
- 2. Rugby-Bundesliga Sud-Ouest : champion 2002, 2016
- Bayern Regionalliga : champion 2016